# 劉懷珍
劉懷珍（420年—482年），字道玉，平原郡人。西漢漢景帝子膠東康王劉寄的後代，因先祖劉植任平原太守而遷居平原郡。祖父劉昶先隨南燕開國君主慕容德南赴青州，並遷居北海須昌。宋武帝劉裕滅南燕後劉昶降晉，任東晉青州治中，後官至員外常侍。劉懷珍為南朝將領，仕於南朝宋及南齊兩朝。在齊官至光祿大夫。

## 生平

### 北州舊姓
劉懷珍初獲青州州府辟為主簿，至元嘉二十八年（451年）司馬順則據梁鄒城起事，青州州府派了劉懷珍領數千人前去協助討伐。起事被平定後劉懷珍獲宋文帝召見，卻將功勞都推讓了給別人，這令親戚們都感奇怪，劉懷珍卻以國淵當日以河間叛亂為恥而不肯誇大殺敵數作解釋，認為自己不可以平內亂論功。他這想法得到當時人稱許。
驃騎將軍、江夏王劉義恭在同年以南兗州刺史出鎮盱眙，就在赴任路上遇上劉懷珍，在言談對話間敬重劉懷珍，遂選了他任驃騎長史兼墨曹行參軍。不久轉振武將軍、長廣太守。宋孝武帝孝建年間，又獲時為太傅、領大司馬的劉義恭選任為大司馬參軍、直閤將軍。由於劉懷珍出身北方大族，其家族下有不少門生，懷珍就上請讓一千門生擔當宿衞。孝武帝得知懷珍擁有這麼多門生後大驚，下令召取青冀二州依附豪族的藏匿人口，共得數千人，但卻弄得當地人怨恨。孝建三年（456年），劉義恭轉任太宰，懷珍亦隨府轉為太宰參軍。

### 內外征討
大明二年（458年），北魏攻宋，泗口城被圍，孝武帝應青冀二州刺史顏師伯的求救而派懷珍領數千步騎救援該城。劉懷珍於麋溝湖和魏軍作戰，並攻破魏軍七城，協助擊退魏軍，並以軍功拜建武將軍、樂陵河間二郡太守，賜爵廣晉縣侯。大明三年（459年）劉懷珍上請調任回朝，但孝武帝以「邊維須才」為由不許。同年竟陵王劉誕起兵反抗孝武帝，懷珍轄境中有一豪強王弼勸懷珍支持劉誕，懷珍卻斬殺王弼並將事件上報。懷珍忠於自己的行為令孝武帝十分高興，故後來讓懷珍擔任愛子豫章王劉子尚的車騎參軍，加龍驤將軍。後因母喪離職。
宋明帝即位後，因著全國大部分地區都承認劉子勛政權，拒絕承認其帝位，明帝就派兵討伐四方，其中就以懷珍為寧朔將軍、東安東莞二郡太守，讓他率領龍驤將軍王敬則及姜產之進攻殷琰據守的壽陽。當時敵方廬江太守劉道蔚領五千建武澗，並在那裏築了三座城，[懷珍就派軍主段僧愛以三百多人襲殺道蔚。在晉熙又以三千多人於莫邪山擊敗了王仲虯，另也派了王敬則於橫塘抄斷以四壘抵抗明帝主力劉勔大軍的劉順，並終助各軍進圍壽陽，懷珍亦趁勢領軍北進。明帝以懷珍功勞而以其為羽林監、屯騎校尉，寧朔將軍如故。懷珍卻以尚未平滅劉子勛政權而拒絕接受。不久明帝以劉休仁大軍與子勳主力劉胡大軍於濃湖相持不下，就授懷珍前將軍加輔國將軍，調來助攻劉胡。同年劉子勛政權被消滅，懷珍改任游擊將軍，輔國將軍。
子勛政權雖亡，但明帝以重兵示威淮外的舉動卻令原本已決定歸降的徐州刺史薛安都恐懼而轉而向北魏求援，北魏軍隊於是南進以接收降土，原本用來示威的沈攸之、張永大軍遭到魏軍擊破，懷珍當時正護送青州刺史沈文秀弟弟沈文炳北赴青州勸降，臨時受詔改從盱眙經淮陰北渡淮河支持張永但因大軍潰敗而不成功，只能退返，並在泰始三年（467年）受命暫鎮山陽；青州刺史沈文秀及冀州刺史崔道固原先亦因被支持明帝的當地人攻擊而向北魏求援。青州方面，劉懷珍奉命率領王廣之統五百騎及二千步兵，沿著海岸線北進，同時護送文秀弟弟沈文炳宣詔勸降赦罪，但其時沈文秀屢敗明帝派往討伐他的明僧暠，接到詔命也不肯降。只是青州人民知劉懷珍到來都很高興，不其城等各守戍亦遭懷珍派兵擊破，沈文秀唯有投降，仍獲授青州刺史。冀州方面崔道固亦降明帝，劉懷珍於是退兵。
不過，慕容白曜統領的魏軍不久就攻宋青冀幽三州，冀州歷城及幽州梁鄒皆被圍攻告急，宋廷遂以懷珍為使持節、都督徐兗二州軍事、輔國將軍、平胡中郎將、徐州刺史，封艾縣侯，食邑四百戶，統領水陸四十多軍救援，可是，冀幽兩城一直堅持至泰始四年（468年）相繼失守時懷珍仍未能夠趕及增援，只得罷軍。
後劉懷珍改任寧朔將軍、竟陵太守。又轉任巴陵王劉休若的征西司馬，領南義陽太守。泰始七年（471年）建平王劉景素調任荊州刺史，明帝就以懷珍任景素的右軍司馬，南郡太守，加寧朔將軍，更加寫手詔稱許他性格忠讜，並要他多勸諫因不懂待人接物而易誤事的年輕宗王劉景素。泰豫元年（472年），明帝去世，懷珍調任安成王劉準的撫軍司馬、領南高平太守。
當時朝廷懷疑江州刺史、桂陽王劉休範有異圖，掌實權的中書舍人王道隆就讓劉懷珍任冠軍將軍、豫章太守。不過懷珍認為休範雖有異樣但仍未敢起事，現在這樣派他往江州反而是在逼迫休範，一直不肯應命，最終改當黃門侍郎，領虎賁中郎將、青州大中正。元徽二年（474年），休範起兵直撲建康，朝廷加懷珍前將軍，讓他守戍石頭城。元徽三年（475年），劉懷珍轉使持節督豫司二州郢州之西陽軍事、冠軍將軍、豫州刺史。元徽四年（476年）建平王劉景素於京口起兵，劉懷珍也派劉靈哲領兵入衞建康。

### 獻誠蕭氏
昇明元年（477年），宋順帝即位，劉懷珍進號征虜將軍。那時朝廷疑忌荊州刺史沈攸之，懷珍則派了冗從僕射張護到郢州找時任郢州行事的蕭道成長子蕭賾，向他表明忠誠且陳述應付攸之的計謀。至同年年末，沈攸之起兵，並派了使者許天保遊說懷珍支持，懷珍殺了天保並送其首級到建康，蕭道成就將首級送到攸之那裏，並進懷珍為左將軍，改封中宿縣侯並增至六百戶食邑。懷珍也派了劉靈哲領數千步騎入衞建康。攸之受柳世隆挑釁而留攻郢城，懷珍就派建寧太守張謨及游擊將軍裴仲穆領蠻漢混合兵團共萬人出西陽，擊敗攸之前鋒公孫方平的數千人，盡收其軍需裝備。攸之起事終在昇明二年（478年）被平定，懷珍遂進平南將軍，增督南豫州及北徐州，更增食邑至一千戶。該年冬季，蕭道成認為懷珍不夠在朝內官的經驗，就召了他回朝任都官尚書，領前軍將軍，而豫州刺史本職就由道成第四子蕭晃接任。當時有人認為劉懷珍會拒命，雖然蕭道成表示信任他，但在蕭晃出發後還是有很多懷疑聲音，故蕭道成還是加派軍主房靈民領百騎追上去保護蕭晃，但仍對房靈民表示他信任懷珍，也因靈民與懷珍是同鄉，說這也是讓二人聚舊。最終懷珍沒有拒命，轉相國右司馬。不久道成建齊臺，官員們都想入齊臺，懷珍卻仍為宋廷右衞將軍。
建元元年（479年），蕭道成篡宋，懷珍轉任左衞將軍，加給事中，封霄城侯，又增加了二百戶食邑。建元二年（480年）加散騎常侍。同年二月北魏進攻淮泗地區，並攻壽陽，懷珍以本官加平西將軍，假節，西屯巢湖，以軍勢聲援壽陽，至魏軍撤退後退還。此後懷珍自以年老而統領禁軍工作辛勞，上求閑職，獲調任光祿大夫，散騎常侍。同年閏七月，魏軍攻朐山，懷珍以本官獲授使持節、安北將軍，統兵救援，但未趕到魏軍就被擊退，懷珍遂解節及安北職位。
建元四年（482年），懷珍以病重求解職獲允，至當年夏季去世，享年六十三歲，遺言命薄葬。朝廷追贈散騎常侍、鎮北將軍、雍州刺史，諡敬侯。

## 逸事
- 劉懷珍年幼時曾經跟著伯父劉奉伯到壽陽，在那裏正好遇上刺史趙伯符出獵，百姓們當時都聚集去看，獨懷珍不去，奉伯就認為這個孩子會興盛劉氏宗族。
- 劉懷珍獲劉義恭提拔，亦曾數度任劉義恭僚屬，在為母親服喪期過後他曾見過劉義恭，義恭對他說：「和你這麼多年沒見，怎可不老？」懷珍答：「我還未報你的恩，你怎麼敢老呀。」[9]
- 孝武帝年間，劉懷珍與蕭道成已經有交情，有次懷珍放假回青州，道成將一匹會咬人，不能騎乘的白驄馬送給懷珍作送行禮物，懷珍就回贈道成百匹絹布。有人就向懷珍說那匹馬是蕭道成不能騎才送給他，送百匹絹布作回禮是太多了，但懷珍卻想以此交結道成，認為以道成的胸襟不會負他送絹之意，他亦既想將名聲交託給道成，故不計較付出。

## 子女
- 劉靈哲，官至寧朔將軍，讓父爵予流落北方的兄長之子劉景煥。

## 延伸阅读
[在维基数据编辑]
 《南齊書·卷27》，出自萧子显《南齊書》
 《南史·卷49》，出自李延壽《南史》